# Liste der Biografien/Hoo
Liste der Biografien |
Portal Biografien |
Personensuche
# |
A |
B |
C |
D |
E |
F |
G |
H |
I |
J |
K |
L |
M |
N |
O |
P |
Q |
R |
S |
T |
U |
V |
W |
X |
Y |
Z |
?
 
Ha |
Hd |
He |
Hi |
Hj |
Hk |
Hl |
Hm |
Hn |
Ho |
Hr |
Hs |
Ht |
Hu |
Hv |
Hw |
Hy
 
Hoa |
Hob |
Hoc |
Hod |
Hoe |
Hof |
Hog–Hok |
Hol |
Hom |
Hon |
Hoo |
Hop |
Hoq |
Hor |
Hos |
Hot |
Hou |
Hov |
How |
Hox |
Hoy |
Hoz
Die Liste der Biografien führt alle Personen auf, die in der deutschsprachigen Wikipedia einen Artikel haben. Dieses ist eine Teilliste mit 364 Einträgen von Personen, deren Namen mit den Buchstaben „Hoo“ beginnt.

## Hoo
- Hoo Kah Mun, Vivian (* 1990), malaysische Badmintonspielerin
- Hoo, Thang de (* 1962), niederländisch-chinesischer Modeschöpfer
- Hoo, Thomas, 1. Baron Hoo († 1455), englischer Adliger und Höfling

### Hoob
- Hoobin, Henry (1879–1921), kanadischer Lacrossespieler
- Hoobin, Jack (1927–2000), australischer Radrennfahrer
- Hoobler, Icie Macy (1892–1984), US-amerikanische Biochemikerin

### Hooc
- Hooch, David de, holländischer Maler
- Hooch, Horatius de, holländischer Maler
- Hooch, Pieter de, holländischer MalerPieter de Hooch

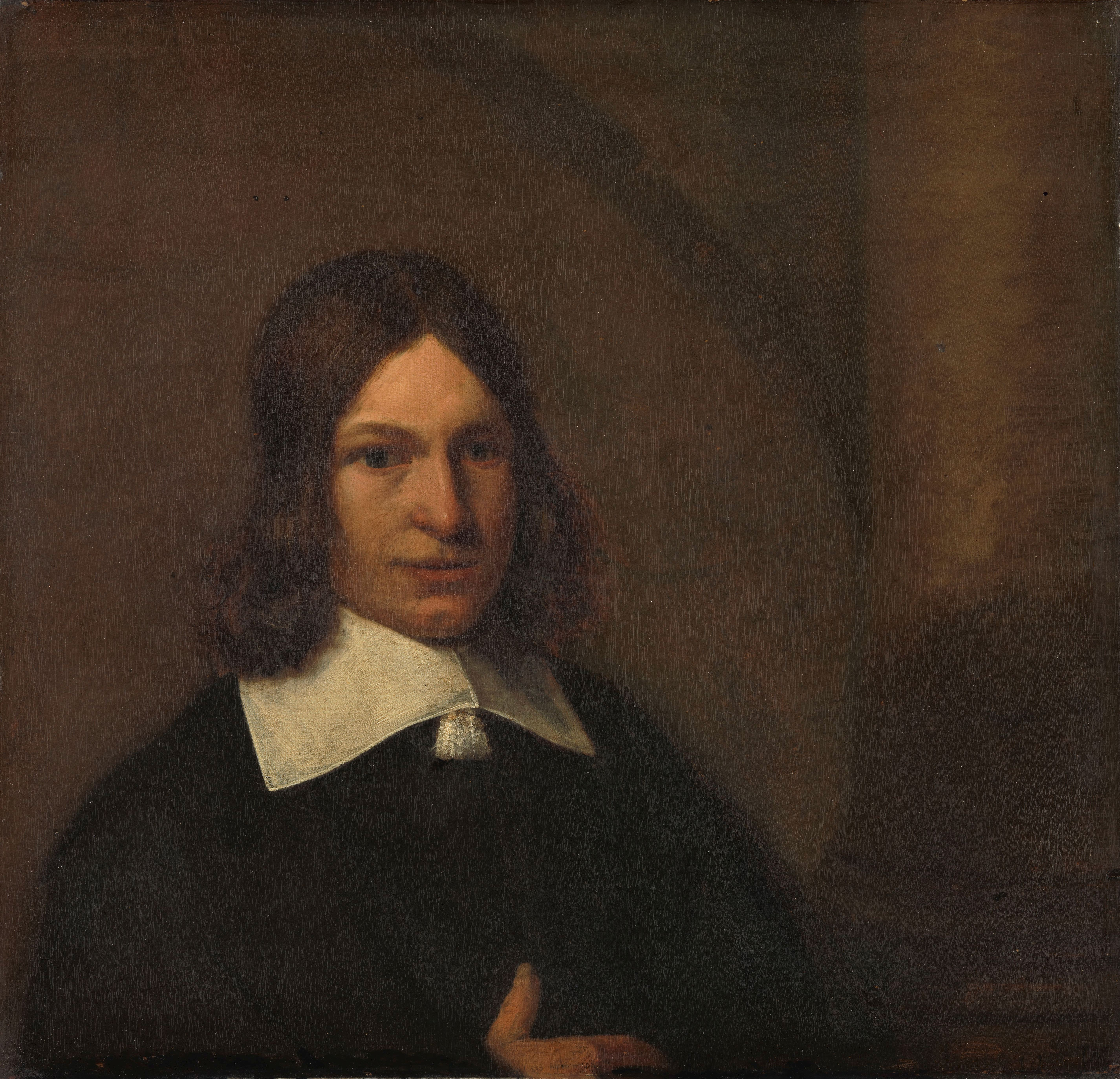
Pieter de Hooch

- Hoock, Jochen (1939–2019), deutscher Historiker
- Hoock, Petra (* 1965), deutsche Juristin, Richterin am Bundesverwaltungsgericht

### Hood
- Hood, Al († 2003), US-amerikanischer Jazzpianist und Komponist
- Hood, Alexander (1758–1798), britischer Marineoffizier
- Hood, Alexander, 1. Viscount Bridport (1726–1814), britischer Admiral
- Hood, Amy, amerikanische Geschäftsfrau
- Hood, Arthur, 1. Baron Hood of Avalon (1824–1901), britischer Admiral
- Hood, Bill (1914–1992), nordirischer Fußballspieler
- Hood, Billy (* 1873), englischer Fußballspieler
- Hood, Brady (* 1985), englischer Drehbuchautor und Filmregisseur
- Hood, Cherry (* 1950), australische Malerin
- Hood, Darla (1931–1979), US-amerikanische Filmschauspielerin und Synchronsprecherin
- Hood, David (* 1943), US-amerikanischer Bassist
- Hood, Don (1940–2003), US-amerikanischer Schauspieler
- Hood, Edwin Paxton (1820–1885), britischer Schriftsteller und Kanzelredner
- Hood, Ernie (1923–1991), US-amerikanischer Musiker (Gitarre, Zither) und früher Klangkünstler
- Hood, Gavin (* 1963), südafrikanischer Filmregisseur und DrehbuchautorGavin Hood (* 1963)

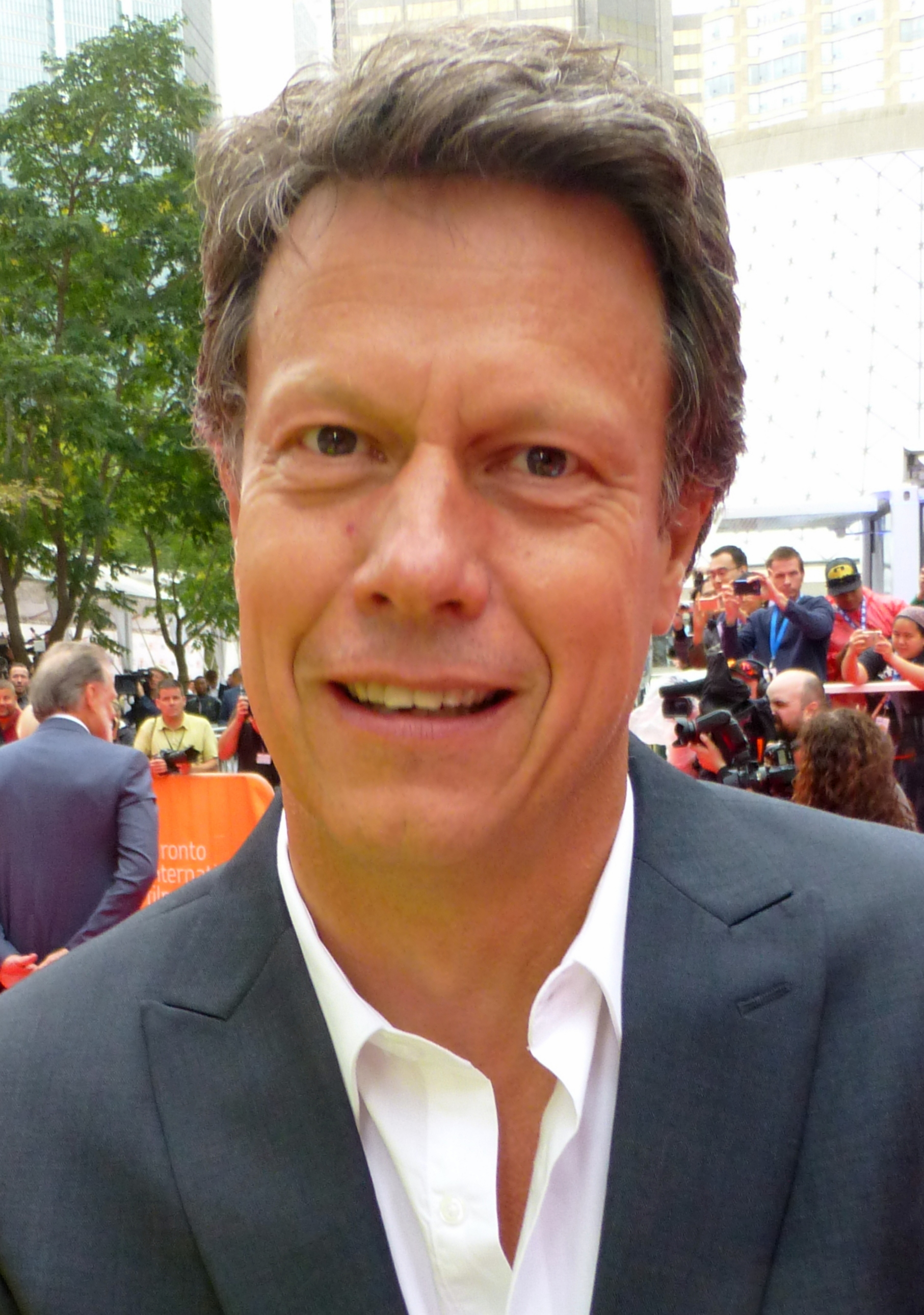
Gavin Hood (* 1963)

- Hood, George E. (1875–1960), US-amerikanischer Politiker
- Hood, Graham (* 1972), kanadischer Mittelstreckenläufer
- Hood, Henry, 8. Viscount Hood (* 1958), britischer Adliger und Politiker
- Hood, Horace (1870–1916), britischer Admiral
- Hood, Jason, neuseeländischer Schauspieler und Synchronsprecher
- Hood, Jim (* 1962), US-amerikanischer Jurist, Attorney General von Mississippi
- Hood, Jimmy (1948–2017), schottischer Politiker
- Hood, Joanna, US-amerikanische Bratschistin
- Hood, John Bell (1831–1879), General der Konföderierten im amerikanischen BürgerkriegJohn Bell Hood (1831–1879)

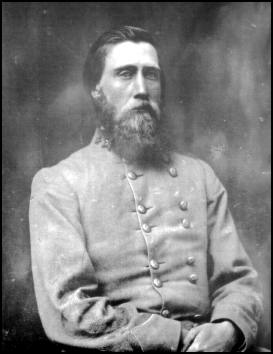
John Bell Hood (1831–1879)

- Hood, Kit (1943–2020), kanadischer TV-Regisseur, Autor und Filmproduzent
- Hood, Lauren Elizabeth, US-amerikanische Filmproduzentin und Synchronsprecherin
- Hood, Leroy (* 1938), US-amerikanischer Biologe
- Hood, Lorna (* 1953), schottische Pfarrerin, Moderatorin der Church of Schottland
- Hood, Mariano (* 1973), argentinischer Tennisspieler
- Hood, Morris III (1965–2020), US-amerikanischer Politiker
- Hood, Raymond (1881–1934), US-amerikanischer Architekt
- Hood, Robert (* 1965), US-amerikanischer Techno-DJ und -Produzent
- Hood, Rodney (* 1992), US-amerikanischer Basketballspieler
- Hood, Roger (1936–2020), britischer Soziologe und Kriminologe
- Hood, Samuel (1762–1814), britischer Vizeadmiral der Royal Navy
- Hood, Samuel, 1. Viscount Hood (1724–1816), britischer Admiral
- Hood, Sean (* 1966), US-amerikanischer Drehbuchautor
- Hood, Sid (1933–2006), englischer Snookerspieler
- Hood, Sinclair (1917–2021), britischer Klassischer Archäologe
- Hood, Stuart (1915–2011), britischer Schriftsteller, Übersetzer und Fernsehmacher
- Hood, Ted (1927–2013), US-amerikanischer Segelmacher und Yachtkonstrukteur
- Hood, Thomas (1799–1845), englischer Schriftsteller und Humorist
- Hood, Tom (1835–1874), englischer Schriftsteller
- Hood, William (* 1940), US-amerikanischer Kunsthistoriker
- Hood-Schifino, Jalen (* 2003), US-amerikanischer Basketballspieler
- Hooda, Deepak (* 1995), indischer Cricketspieler
- Hoodie Allen (* 1988), US-amerikanischer Hip-Hopper, Sänger und RapperHoodie Allen (* 1988)

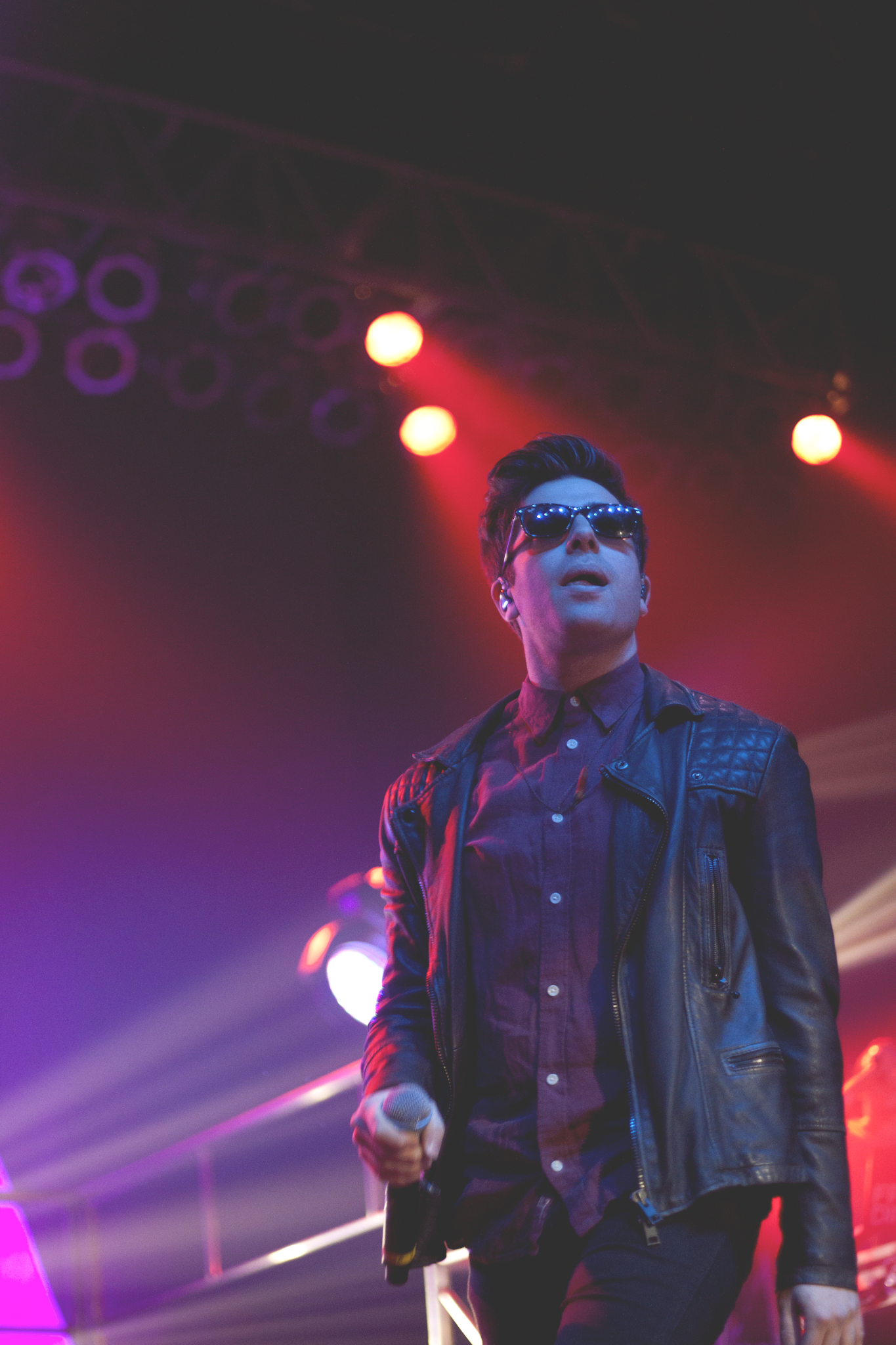
Hoodie Allen (* 1988)

### Hoof
- Hoof, Dieter (* 1929), deutscher Pädagoge
- Hoof, Hans (1925–1998), deutscher Politiker (CDU), MdL
- Hoof, Horst (* 1978), deutscher Radiomoderator
- Hoof, Joachim (* 1957), deutscher Bankkaufmann
- Hoof, Jorryt van (* 1982), niederländischer Pokerspieler
- Hoof, Thomas (* 1948), deutscher Unternehmer und Verleger
- Hoofe, Gerd (* 1955), deutscher Jurist, Staatssekretär
- Hooff, Anton van (* 1943), niederländischer Althistoriker und Autor
- Hooff, August (1839–1904), deutscher Gartenarchitekt und Pomologe
- Hooff, Nikolaus (1722–1785), deutscher Maler und Bildhauer
- Hooff, Otto (1881–1960), deutscher Wasserspringer
- Hooffacker, Gabriele (* 1959), deutsche Journalistin und Internet-Pionierin
- Hoofman, Maria (1776–1845), niederländische Kunstsammlerin, Zeichnerin und Malerin
- Hooft Graafland, Scarlett (* 1973), niederländische Fotografin und Performerin
- Hooft, Catharina (1618–1691), niederländische Herrin des goldenen Zeitalters
- Hooft, Cornelis (1547–1627), Bürgermeister von Amsterdam
- Hooft, Cornelis Gerardus ’t (1866–1936), niederländischer Maler, Zeichner, Lithograph und Kunsthistoriker
- Hooft, Gerard ’t (* 1946), niederländischer Physiker und NobelpreisträgerGerard ’t Hooft (* 1946)

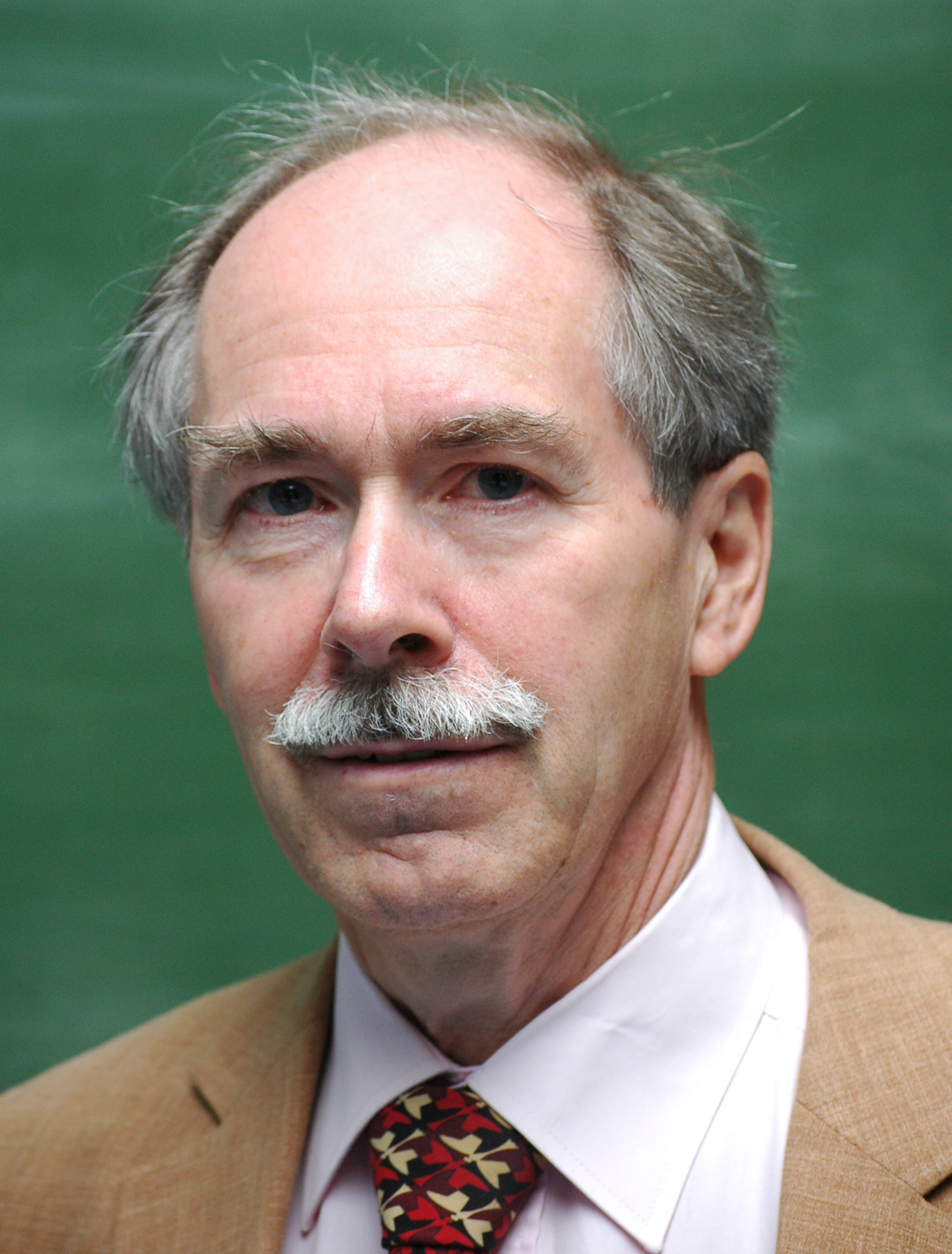
Gerard ’t Hooft (* 1946)

- Hooft, Hans van (* 1941), niederländischer Politiker
- Hooft, Hendrik (1716–1794), Bürgermeister von Amsterdam
- Hooft, Henrick (1617–1678), Bürgermeister von Amsterdam
- Hooft, Pieter Corneliszoon (1581–1647), niederländischer Dichter, Historiker und Dramatiker
- Hooft, Pieter Jansz († 1636), niederländischer Erfinder
- Hooftman, Gillis (1521–1581), Kaufmann, Händler, Bankier und Reeder aus dem Herzogtum Limburg

### Hoog
- Hoog, Bernard de (1866–1943), niederländischer Maler
- Hoog, Ellen (* 1986), niederländische Feldhockeyspielerin
- Hoog, Grit van (* 1941), niederländische Schlagersängerin
- Hoog, Günter (1932–2010), deutscher Rechtswissenschaftler
- Hoog, Henk de (1918–1973), niederländischer Radrennfahrer
- Hoog, Otto (1913–1984), deutscher Politiker (CDU)
- Hoog, Stephen L, US-amerikanischer Offizier, Generalleutnant der US Air Force
- Hoogdalem, Marco van (* 1972), niederländischer Fußballspieler
- Hooge, Dieter (* 1943), deutscher Gewerkschafter und Politiker (SPD, Die Linke)
- Hooge, Rolf-Peter (* 1952), deutscher Politiker (AfD), MdL
- Hooge, Waldemar (* 1957), deutscher Schauspieler und Hörspielsprecher
- Hoogen, Eckhardt van den (* 1951), deutscher Musikwissenschaftler, Musikjournalist und Übersetzer
- Hoogen, Hans-Peter (* 1947), deutscher Schwulenaktivist
- Hoogen, Matthias (1904–1985), deutscher Politiker (Zentrum, CDU), MdB
- Hoogenband, Pieter van den (* 1978), niederländischer SchwimmerPieter van den Hoogenband (* 1978)

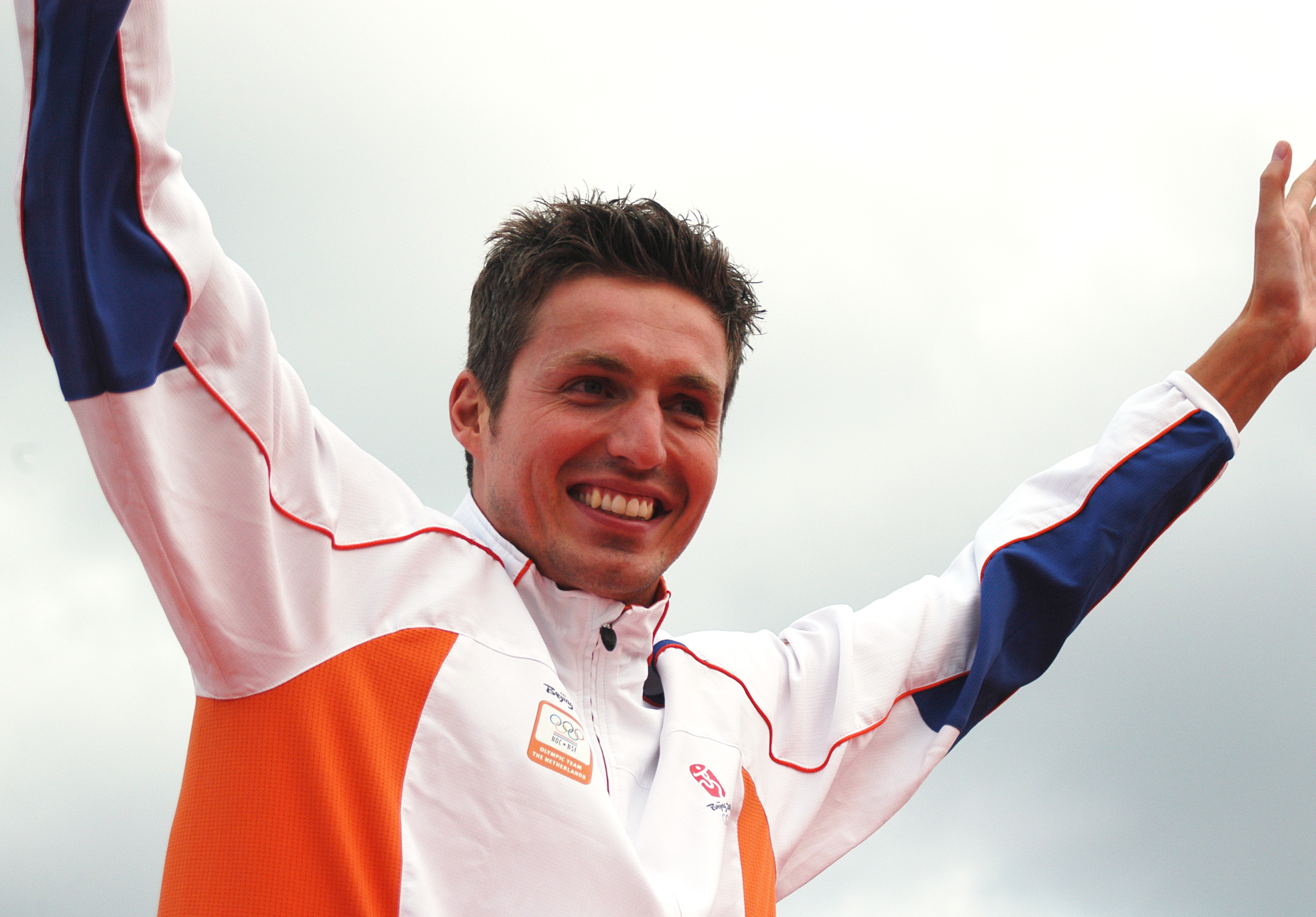
Pieter van den Hoogenband (* 1978)

- Hoogenboom, Ari (1927–2014), US-amerikanischer Historiker
- Hoogenboom, Theodorus Cornelis Maria (* 1960), niederländischer Geistlicher; römisch-katholischer Bischof von Groningen-Leeuwarden
- Hoogendijk, Anouk (* 1985), niederländische Fußballspielerin
- Hoogendijk, Ferry (1933–2014), niederländischer Politikwissenschaftler
- Hoogendijk, Jarmo (* 1965), niederländischer Jazzmusiker (Trompete)
- Hoogendijk, Leen (1890–1969), niederländischer Wasserballspieler
- Hoogendijk, Maria Ida Adriana (1874–1942), niederländische Zeichnerin, Radiererin, Lithografin und Malerin
- Hoogendoorn, Babette (* 1965), niederländische Squashspielerin
- Hoogendorp, Rick (* 1975), niederländischer Fußballspieler
- Hoogenhout, Petrus (1884–1970), südafrikanischer Politiker und Administrator
- Hoogenraad, Casper (* 1973), niederländischer Zellbiologe
- Hoogensteijn, Thea (1918–1956), niederländische Sekretärin
- Hoogerheide, Frits (1944–2014), niederländischer Radrennfahrer
- Hoogerland, Johnny (* 1983), niederländischer RadrennfahrerJohnny Hoogerland (* 1983)

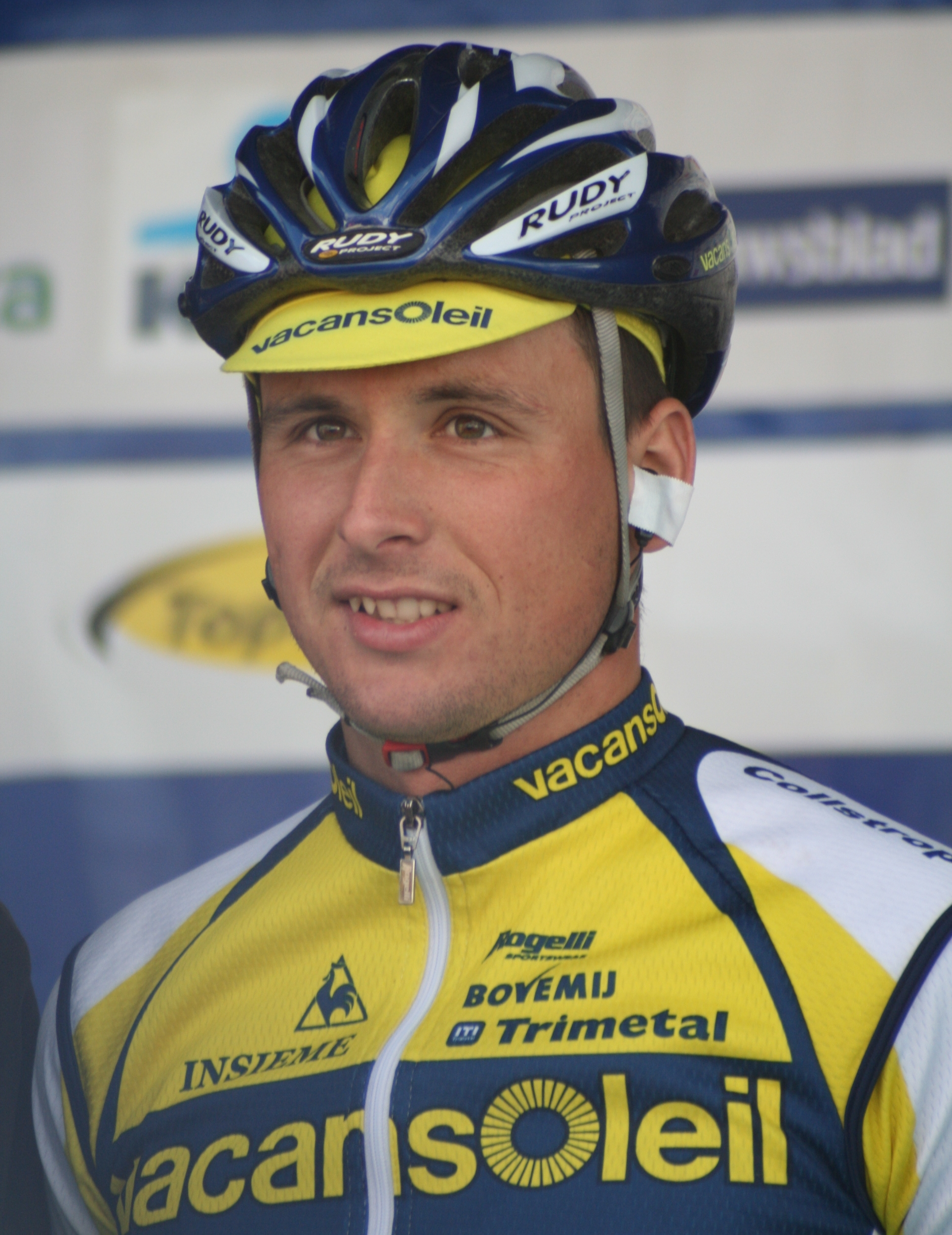
Johnny Hoogerland (* 1983)

- Hoogervorst, Hans (* 1956), niederländischer Politiker
- Hoogervorst, Jeffrey (* 1984), niederländischer Fußballspieler
- Hoogerwerf, Andries (1906–1977), niederländischer Leichtathlet, Zoologe und Naturschützer
- Hoogerwerf, Dylan (* 1995), niederländischer Shorttracker
- Hoogesteijn, Solveig (* 1946), venezolanisch-schwedische Filmregisseurin und Drehbuchautorin
- Hoogeveen, Godfried (* 1946), niederländischer Cellist
- Hoogeweg, Hermann (1857–1930), deutscher Archivar und Historiker
- Hoogewerf, Simon (* 1963), kanadischer Mittelstreckenläufer
- Hooghe, Romeyn de (1645–1708), niederländischer Kupferstecher
- Hooghe, Sofie (* 1991), belgische Triathletin
- Hooghiemster, René (* 1986), niederländischer Radrennfahrer
- Hooghvorst, Emmanuel d’ (1914–1999), belgischer Literat, spagirischer Philosoph und Alchemist
- Hoogkamer, Mart (* 1998), niederländischer SängerMart Hoogkamer (* 1998)

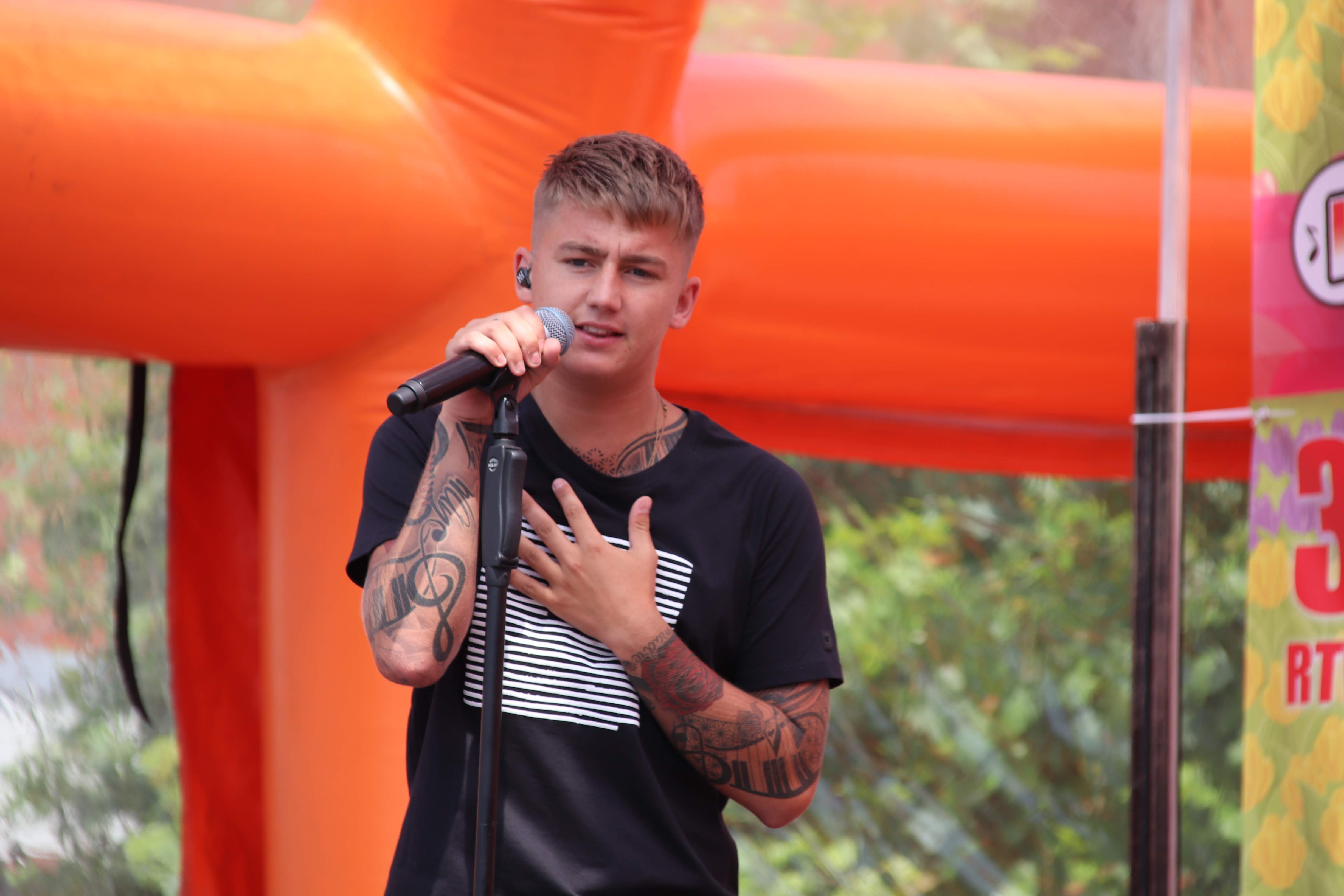
Mart Hoogkamer (* 1998)

- Hoogklimmer, Wiebke (* 1960), deutsche Altistin
- Hoogland, Jeffrey (* 1993), niederländischer Radsportler
- Hoogland, Monique (* 1967), niederländische Badmintonspielerin
- Hoogland, Oscar Jan (* 1983), niederländischer Jazz- und Improvisationsmusiker (Piano, Komposition)
- Hoogland, Tim (* 1985), deutscher Fußballspieler
- Hoogma, Justin (* 1998), niederländischer Fußballspieler
- Hoogma, Nico-Jan (* 1968), niederländischer Fußballspieler
- Hoogmartens, Patrick (* 1952), belgischer Geistlicher, Bischof von Hasselt
- Hoogmoed, Guus (* 1981), niederländischer Sprinter
- Hoogmoed, Marinus Steven (* 1942), niederländischer Herpetologe
- Hoogsteen, David (* 1974), niederländisch-kanadischer Eishockeyspieler
- Hoogsteen, Kevin (* 1972), niederländisch-kanadischer Eishockeyspieler
- Hoogstraal, Harry (1917–1986), US-amerikanischer Acarologe und Parasitologe
- Hoogstraten, Jakob van († 1527), päpstlicher Inquisitor zur Zeit der Reformation
- Hoogstraten, Samuel van (1627–1678), niederländischer Maler
- Hoogvliet, Nicolaas (1729–1777), niederländischer reformierter Theologe
- Hoogvliet, Rudi (* 1958), deutscher Politiker (Bündnis 90/Die Grünen)
- Hoogzaad, Wieke (* 1970), niederländische Triathletin

### Hooi
- Hooi, Elson (* 1991), niederländischer Fußballspieler (Curaçao)
- Hooi, Jairo (* 1978), niederländischer Volleyballspieler
- Hooijdonk, Jamie van (* 1991), walisischer Badmintonspieler
- Hooijdonk, Pierre van (* 1969), niederländischer FußballspielerPierre van Hooijdonk (* 1969)

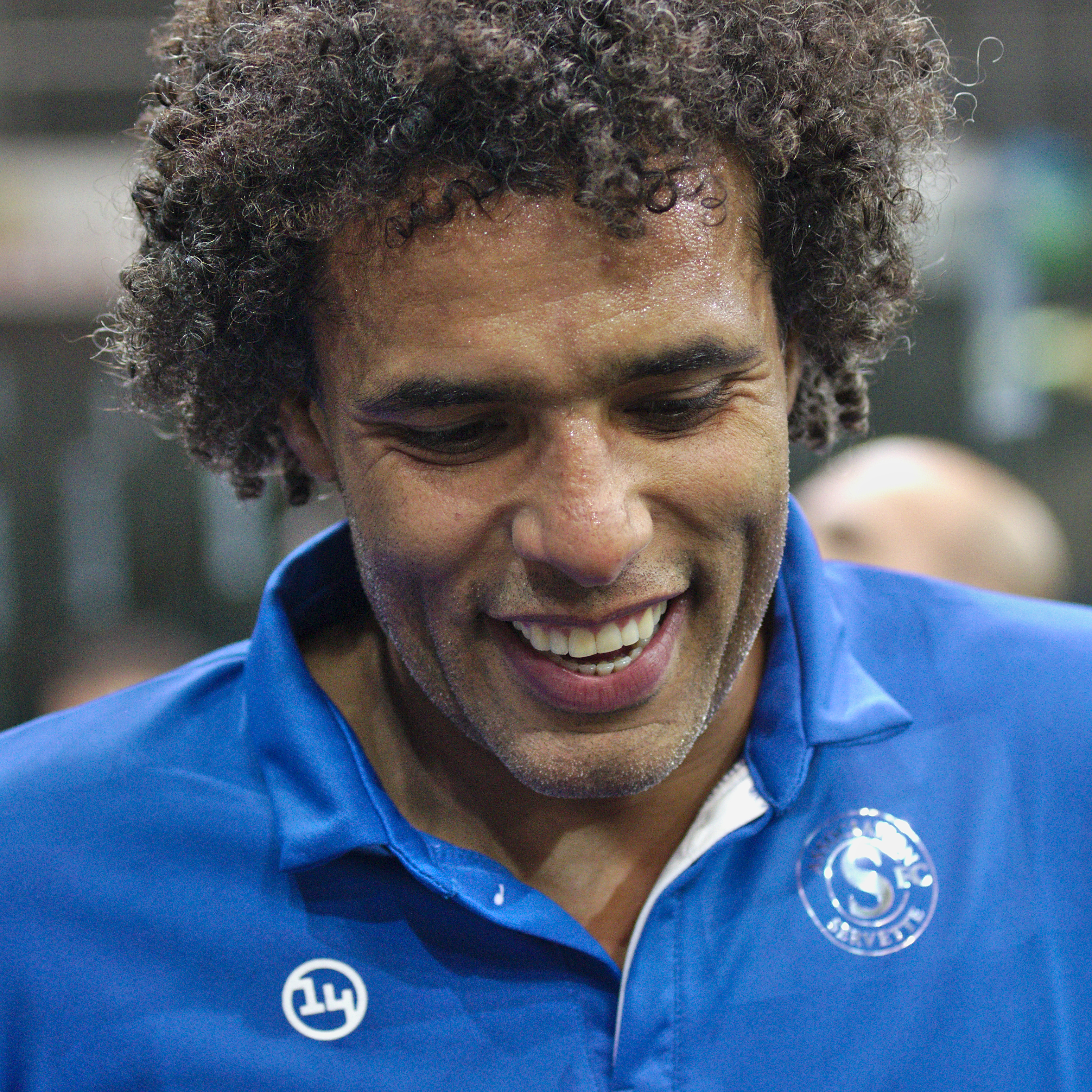
Pierre van Hooijdonk (* 1969)

- Hooijdonk, Sydney van (* 2000), niederländischer Fußballspieler
- Hooijer, Dirk Albert (1919–1993), niederländischer Paläontologe
- Hooijkaas, Chris (1861–1926), niederländischer Segler
- Hooiveld, Jos (* 1983), niederländischer Fußballspieler

### Hook
- Hook, Alex (* 2001), kanadische Schauspielerin
- Hook, Antony (* 1980), britischer Politiker, MdEP
- Hook, Bill (1925–2010), britischer Schachspieler (Britische Jungferninseln)
- Hook, Christian (* 1967), deutscher Autorennfahrer
- Hook, Enos (1804–1841), US-amerikanischer Politiker
- Hook, Frank Eugene (1893–1982), US-amerikanischer Politiker
- Höök, Fridolf (1837–1904), schwedisch-russischer Kapitän, Walfänger und Erforscher des Fernen Ostens
- Hook, Harvey (1935–2011), US-amerikanischer Bobfahrer (Amerikanischen Jungferninseln)
- Hook, James (1746–1827), englischer Komponist und Organist
- Hook, James (* 1985), walisischer Rugbyspieler
- Hook, Jay (* 1936), US-amerikanischer Baseballspieler
- Höök, Kristina (* 1964), schwedische Informatikerin und Hochschullehrerin
- Hook, Mary Rockwell (1877–1978), US-amerikanische Architektin
- Hook, Peter (* 1956), englischer Bassist der Gruppen Joy Division und New OrderPeter Hook (* 1956)

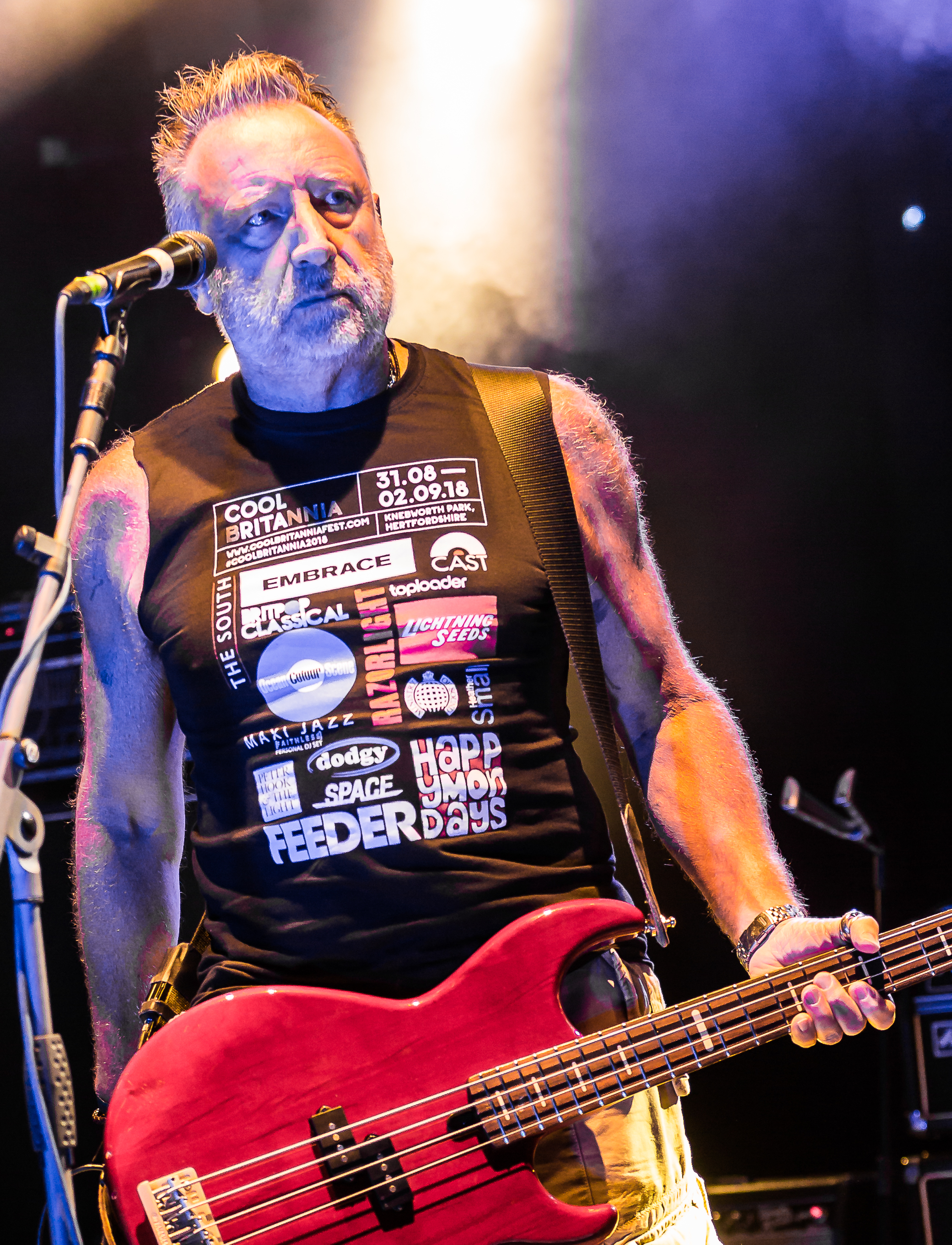
Peter Hook (* 1956)

- Hook, Ross (1917–1996), britischer anglikanischer Bischof
- Hook, Sarah Catherine (* 1995), US-amerikanische Schauspielerin und Sängerin
- Hook, Sidney (1902–1989), US-amerikanischer Sozialphilosoph und Hochschullehrer
- Hook, Theodore (1788–1841), britischer Journalist und Romanautor
- Hook, Ursula (* 1957), deutsche Leichtathletin
- Hooke, Luke Joseph (1716–1796), irischstämmiger Theologe, Hochschullehrer, Kurator
- Hooke, Robert (1635–1703), englischer Universalgelehrter
- Hookem, Mike (* 1953), britischer Politiker (UKIP), MdEP
- Hooker, Amani (* 1998), US-amerikanischer Footballspieler
- Hooker, Bill (* 1949), australischer Mittelstreckenläufer, Sprinter und Hürdenläufer
- Hooker, Cameron (* 1953), US-amerikanischer Entführer
- Hooker, Charles E. (1825–1914), US-amerikanischer Politiker
- Hooker, Destinee (* 1987), US-amerikanische Volleyballspielerin
- Hooker, Earl († 1970), US-amerikanischer Bluesmusiker
- Hooker, Erica (* 1953), australische Weitspringerin und Fünfkämpferin
- Hooker, Evelyn (1907–1996), US-amerikanische Psychologin
- Hooker, Hendon (* 1998), US-amerikanischer American-Football-Spieler
- Hooker, J. Murray (1873–1940), US-amerikanischer Politiker
- Hooker, James Thomas (1931–1991), britischer Altphilologe und Mykenologe
- Hooker, Janusz (* 1969), australischer Ruderer
- Hooker, Jennifer (* 1961), US-amerikanische Schwimmerin
- Hooker, John Lee (1917–2001), US-amerikanischer BluesmusikerJohn Lee Hooker (1917–2001)

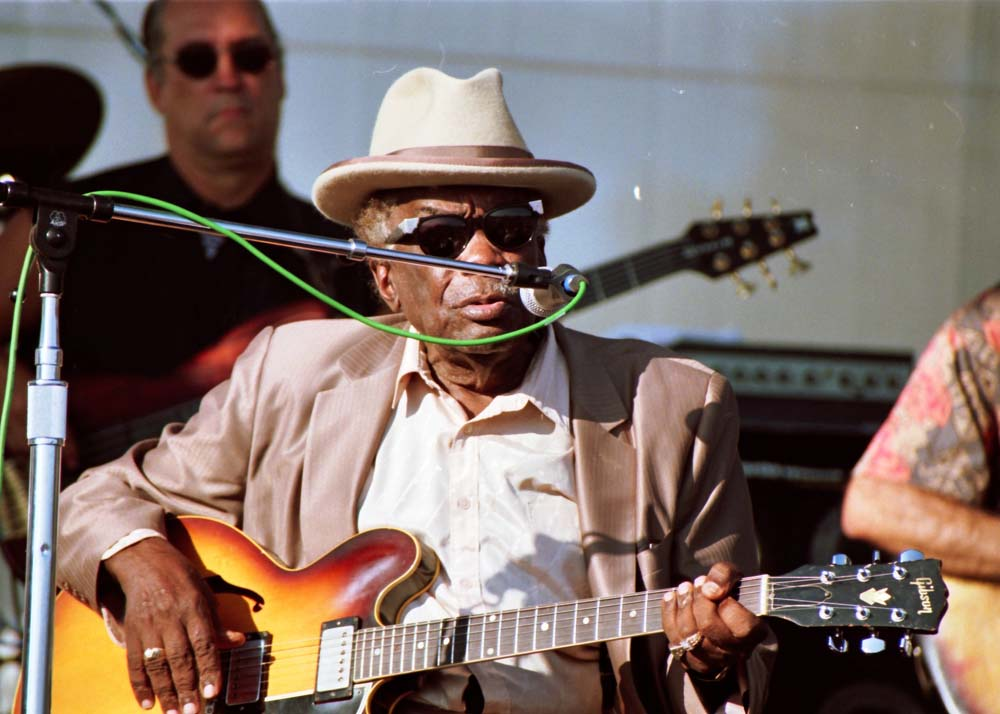
John Lee Hooker (1917–2001)

- Hooker, John Lee junior (* 1952), US-amerikanischer Bluessänger
- Hooker, Joseph (1814–1879), General der Nordstaaten im Amerikanischen Bürgerkrieg
- Hooker, Joseph Dalton (1817–1911), englischer Botaniker und Reisender
- Hooker, Malik (* 1996), US-amerikanischer Footballspieler
- Hooker, Maurice (* 1989), US-amerikanischer Boxer im Halbweltergewicht
- Hooker, Olivia (1915–2018), amerikanische Psychologin und Professorin
- Hooker, Richard (1554–1600), anglikanischer Theologe
- Hooker, Samuel Cox (1864–1935), englischer Chemiker in den USA
- Hooker, Steve (* 1982), australischer Stabhochspringer
- Hooker, Thomas (1586–1647), englischer anglikanischer Pastor und neuenglischer Führer der Puritanergeneration
- Hooker, Tom (* 1957), US-amerikanischer Sänger und Schauspieler
- Hooker, Warren B. (1856–1920), US-amerikanischer Jurist und Politiker
- Hooker, William (* 1946), US-amerikanischer Jazzmusiker
- Hooker, William Dawson (1816–1840), britischer Arzt
- Hooker, William Jackson (1785–1865), britischer Botaniker
- Hookey, Gordon (* 1961), australischer Maler
- Hooks, Bell (1952–2021), US-amerikanische Literaturwissenschaftlerin und FeministinBell Hooks (1952–2021)

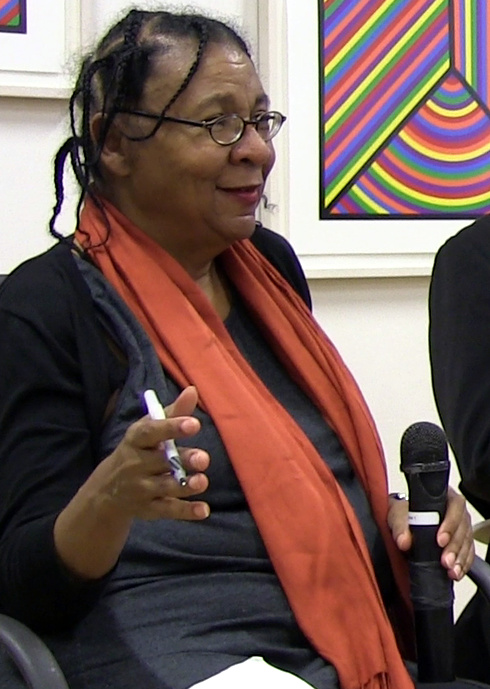
Bell Hooks (1952–2021)

- Hooks, Benjamin (1925–2010), US-amerikanischer Bürgerrechtler
- Hooks, Charles (1768–1843), US-amerikanischer Politiker
- Hooks, Jan (1957–2014), US-amerikanische Filmschauspielerin und Komikerin
- Hooks, Kevin (* 1958), US-amerikanischer Schauspieler, Film- und Fernsehregisseur
- Hooks, Robert (* 1937), US-amerikanischer Schauspieler
- Hooks, Steve (1946–2019), US-amerikanischer Jazz-Musiker, -Saxophonist und -Komponist.

### Hool
- Hool, Lance (* 1948), mexikanischer Filmproduzent, Schauspieler und Regisseur
- Hoola van Nooten, Bertha (1817–1892), niederländische Malerin und Illustratorin
- Hoolahan, Wes (* 1982), irischer Fußballspieler
- Hoole, Alan (1942–2000), britischer Kolonialgouverneur
- Hoole, Daan (* 1999), niederländischer Radrennfahrer
- Hoole, Kerry (* 1940), australischer Radrennfahrer
- Hooley, Christopher (1928–2018), britischer Mathematiker
- Hooley, Darlene (* 1939), US-amerikanische Politikerin
- Hooley, William F. (1861–1918), US-amerikanischer Sänger
- Hoolwerf, Bart (* 1998), niederländischer Eisschnellläufer
- Hoolwerff, Johannes van (1878–1962), niederländischer Segler

### Hoom
- Hoomanawanui, Michael (* 1988), US-amerikanischer American-Football-Spieler

### Hoon
- Hoon Thien How (* 1986), malaysischer Badmintonspieler
- Hoon, Geoff (* 1953), britischer Jurist und Politiker (Labour), Mitglied des House of Commons
- Hoon, Hian Teck (* 1959), singapurischer Wirtschaftswissenschaftler, Hochschullehrer und Politiker
- Hoon, Shannon (1967–1995), US-amerikanischer Rockmusiker und Gründer der Alternative-Rock-Band Blind Melon

### Hoop
- Hoop Scheffer, Jaap de (* 1948), niederländischer Politiker (CDA) und NATO-GeneralsekretärJaap de Hoop Scheffer (* 1948)

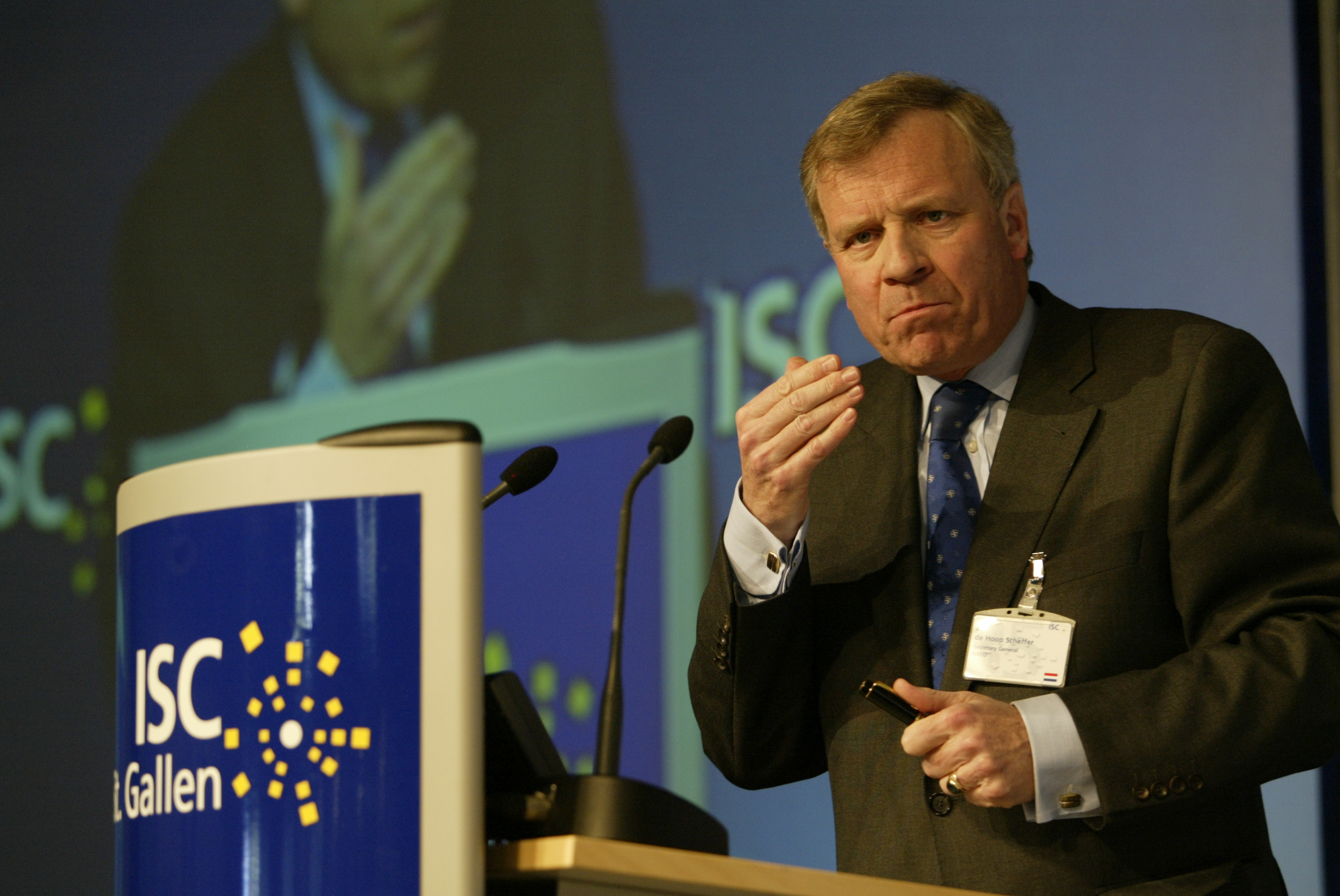
Jaap de Hoop Scheffer (* 1948)

- Hoop, August von (1899–1946), tschechoslowakischer Journalist
- Hoop, Edward (1925–2008), deutscher Historiker und Schriftsteller
- Hoop, Franz Josef (1861–1925), liechtensteinischer Politiker (FBP)
- Hoop, Franz Josef (1871–1923), liechtensteinischer Politiker (VP)
- Hoop, Franz Xaver (1886–1960), liechtensteinischer Politiker (FBP)
- Hoop, Franziska (* 1990), liechtensteinische Politikerin (FBP)
- Hoop, Gregor (1964–1990), liechtensteinischer Skirennläufer
- Hoop, Hein (1927–1986), deutscher Schriftsteller und Künstler
- Hoop, Imbi (* 1988), estnische Fußballtorhüterin
- Hoop, Jesca (* 1975), amerikanische Sängerin, Songwriterin und Gitarristin
- Hoop, Josef (1895–1959), liechtensteinischer Politiker
- Hoop, Katrine (* 1970), dänisch-deutsche Aktivistin und Autorin
- Hoop, Martin (1892–1933), deutscher Kommunist
- Hoop, Norman (* 1970), liechtensteinischer Fußballspieler
- Hoop, Walther van der (1799–1881), großherzoglich hessischer Forstmeister
- Hoop, Walther van der (1861–1928), großherzoglich hessischer Oberforstmeister und Kammerherr
- Hoop, Wyn (* 1936), deutscher Schlagersänger und Autor
- Hooper Adams, Marian (1843–1885), US-amerikanische High-Society-Lady der Washingtoner Gesellschaft und Hobbyfotografin
- Hooper, Anne (* 1941), britische Sexualtherapeutin, Autorin und Kolumnistin
- Hooper, Annie (1897–1986), US-amerikanische Künstlerin der Outsider Art
- Hooper, Austin (* 1994), US-amerikanischer American-Football-Spieler
- Hooper, Ben W. (1870–1957), US-amerikanischer Politiker
- Hooper, Benjamin Stephen (1835–1898), US-amerikanischer Politiker
- Hooper, Brian (* 1953), britischer Stabhochspringer
- Hooper, Charmaine (* 1968), kanadische Fußballspielerin
- Hooper, Chip (* 1958), US-amerikanischer Tennisspieler
- Hooper, Chris (* 1991), US-amerikanischer Basketballspieler
- Hooper, Damien (* 1992), australischer Boxer
- Hooper, Darrow (1932–2018), US-amerikanischer Kugelstoßer
- Hooper, David (1915–1998), britischer Schachspieler und Autor
- Hooper, Donald M. (* 1945), US-amerikanischer Lehrer und Politiker
- Hooper, Edmund († 1621), englischer Organist und Komponist
- Hooper, Emmet T. (1911–1992), US-amerikanischer Mammaloge und Hochschullehrer
- Hooper, Gary (* 1988), englischer Fußballspieler
- Hooper, Gloria (* 1992), italienische Leichtathletin
- Hooper, Gloria, Baroness Hooper (* 1939), britische Anwältin und Life Peer im House of Lords, MdEP
- Hooper, Harry (1887–1974), US-amerikanischer Baseballspieler
- Hooper, Harry (1933–2020), englischer Fußballspieler
- Hooper, Jess, US-amerikanischer Rockabilly-Musiker
- Hooper, John (1495–1555), reformierter Theologe und Reformator
- Hooper, Johnny (* 1997), US-amerikanischer Wasserballspieler
- Hooper, Joseph L. (1877–1934), US-amerikanischer Politiker
- Hooper, Kate (* 1978), australische Wasserballspielerin
- Hooper, Kay (* 1958), US-amerikanische Schriftstellerin
- Hooper, Louis (1894–1977), kanadischer Blues- und Jazzpianist
- Hooper, Lyndon (* 1966), kanadischer Fußballspieler
- Hooper, Mary (* 1948), britische Kinder- und Jugendbuchautorin
- Hooper, Mike (* 1964), englischer Fußballtorhüter
- Hooper, Natrena (* 1991), guyanische Leichtathletin
- Hooper, Natricia (* 1998), guyanische Dreispringerin
- Hooper, Nellee (* 1963), britischer Musikproduzent
- Hooper, Nicholas (* 1952), britischer Filmkomponist
- Hooper, Ofelia (1900–1981), panamaische Soziologin und Dichterin
- Hooper, Patrick (1952–2020), irischer Marathonläufer
- Hooper, Samuel (1808–1875), US-amerikanischer Politiker
- Hooper, Simon (* 1982), englischer Fußballschiedsrichter
- Hooper, Stephen Douglas (1946–2011), US-amerikanischer Künstler
- Hooper, Steve (* 1970), britischer Pornodarsteller und Model
- Hooper, Stix (* 1938), US-amerikanischer Jazzmusiker und Musikfunktionär
- Hooper, Tobe (1943–2017), US-amerikanischer Filmregisseur, Produzent und DrehbuchautorTobe Hooper (1943–2017)

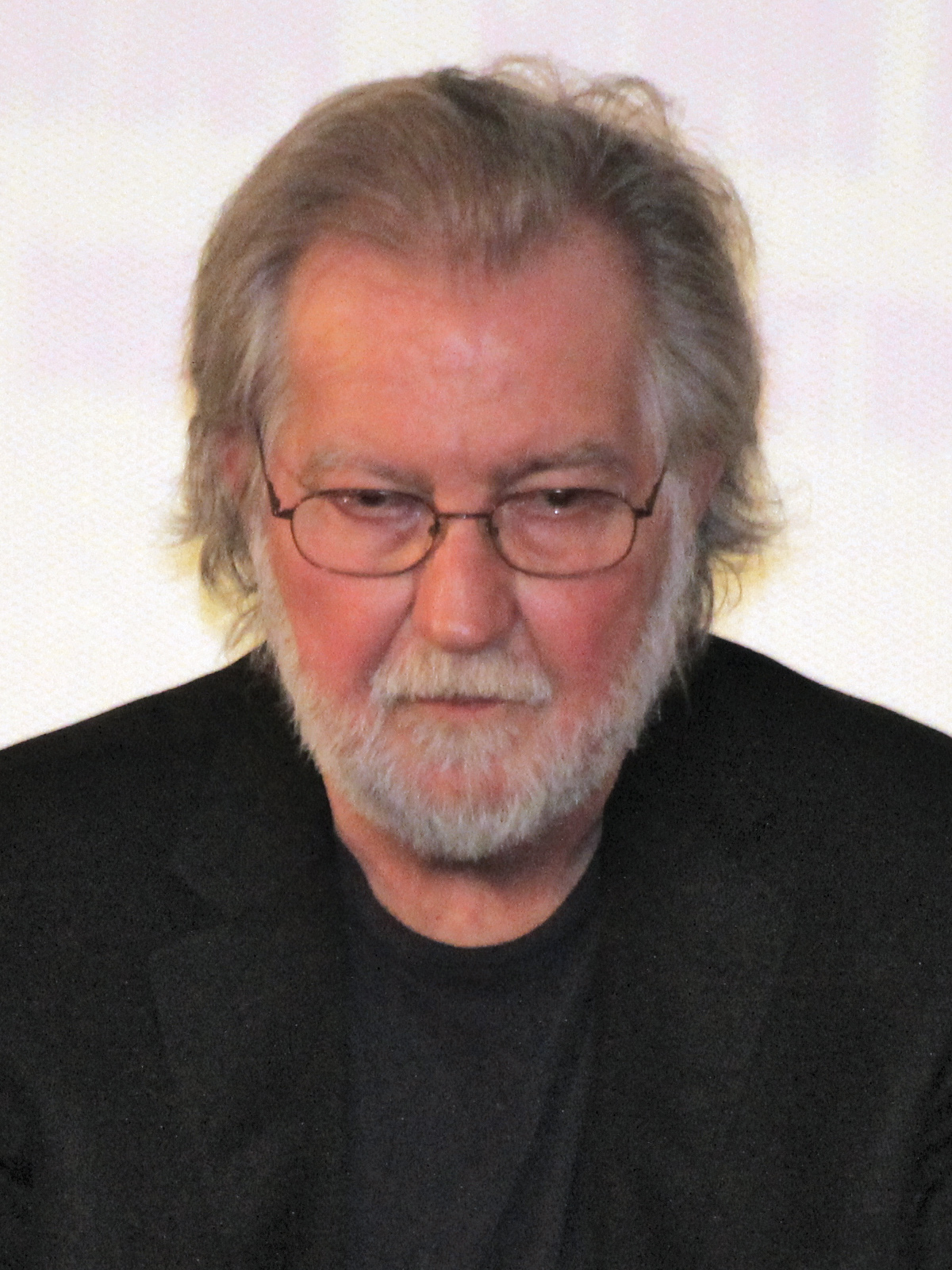
Tobe Hooper (1943–2017)

- Hooper, Tom (* 1972), britisch-australischer Film- und Fernsehregisseur
- Hooper, William (1742–1790), Unterzeichnete für North Carolina die Unabhängigkeitserklärung der Vereinigten Staaten
- Hooper, William Henry (1813–1882), US-amerikanischer Politiker
- Hooper, Willoughby Wallace (1837–1912), englischer Militärfotograf
- Hoopes, Wendy (* 1972), US-amerikanische Schauspielerin
- Hoopii, Sol (1902–1953), US-amerikanischer Sänger und Musiker
- Hoople, Greg, US-amerikanischer Schauspieler und Filmschaffender
- Hoopman, Beau (* 1980), US-amerikanischer Ruderer
- Hoops von Scheeßel, Jürgen (* 1958), deutscher Familien- und Heimatforscher, Buchautor
- Hoops, Andrea (* 1961), deutsche Politikerin (GRÜNE), MdL
- Hoops, Heinrich (1867–1946), deutscher Pastor
- Hoops, Henning (* 1946), deutscher Marineoffizier und Flottillenadmiral
- Hoops, Johann Jakob (1840–1916), Pädagoge in Bremen
- Hoops, Johannes (1865–1949), deutscher Anglist
- Hoops, Tim (* 2005), deutscher Fußballspieler
- Hoops, Wilfried (* 1956), deutscher Jurist, Ministerial- und politischer Beamter
- Hoopts, Fritz (1875–1945), deutscher Schauspieler und Hörspielsprecher
- Hoopts, Karl (1873–1951), deutscher Politiker (SPD), MdL

### Hoor
- Hoor, Walter (1924–2016), deutscher Schauspieler
- Hoorebeke, Marceau van (1900–1957), französischer Filmkomponist und Orchesterleiter
- Hoorelbeke, Raymond (1930–2022), französischer Radrennfahrer
- Hooren, Nicole van (* 1973), niederländische Badmintonspielerin
- Hoorickx, Guillaume (1900–1983), belgischer Eishockeyspieler, Maler und Spion für die Sowjetunion
- Hoorn, Heike van (* 1971), deutsche Managerin und Autorin
- Hoorn, Hugoline van (* 1970), niederländische Squashspielerin
- Hoorn, Joan van (1653–1711), Generalgouverneur von Niederländisch-Indien
- Hoorn, Johann von (1458–1505), Bischof von Lüttich
- Hoorn, Maartje ten (* 1957), niederländische Violinistin
- Hoorn, Mike van der (* 1992), niederländischer Fußballspieler
- Hoorn, Taco van der (* 1993), niederländischer Radrennfahrer
- Hoornbeek, Isaac van (1655–1727), niederländischer Staatsmann und Ratspensionär
- Hoornbeek, Johannes (1617–1666), niederländischer reformierter Theologe
- Hoornik, Sien (1850–1904), niederländische Näherin
- Hoorns, Theodor (1888–1976), deutscher Politiker (DHP, NLP, FDP), MdHB

### Hoos
- Hoos, Adam (1911–1941), deutscher Studentenfunktionär und Gaustudentenführer für Mainfranken
- Hoos, Burghard (1778–1857), deutscher Politiker, MdL Waldeck
- Hoos, Heinrich (1809–1875), Bürgermeister und Abgeordneter
- Hoos, Herbert (* 1965), deutscher Fußballspieler
- Hoos, Holger (* 1969), deutscher Informatiker und Hochschullehrer
- Hoos, Otto (1921–2003), deutscher Politiker (SPD), MdL
- Hoos, Steffen (* 1968), deutscher Biathlet
- Hoose, Christian (* 1952), deutscher Diplomat, Ministerialbeamter und Berater
- Hoosman, Al (1918–1968), US-amerikanischer Boxer und Schauspieler
- Hoosmann, Werner (1887–1947), deutscher Kommunalpolitiker, Oberbürgermeister der Stadt Mülheim an der Ruhr
- Hooson, Emlyn, Baron Hooson (1925–2012), britischer Politiker (Liberal Party, Liberal Democrats), Mitglied des House of Commons
- Hooss, Jan, deutscher Bildhauer
- Hoost, Ernesto (* 1965), niederländischer K1-KämpferErnesto Hoost (* 1965)

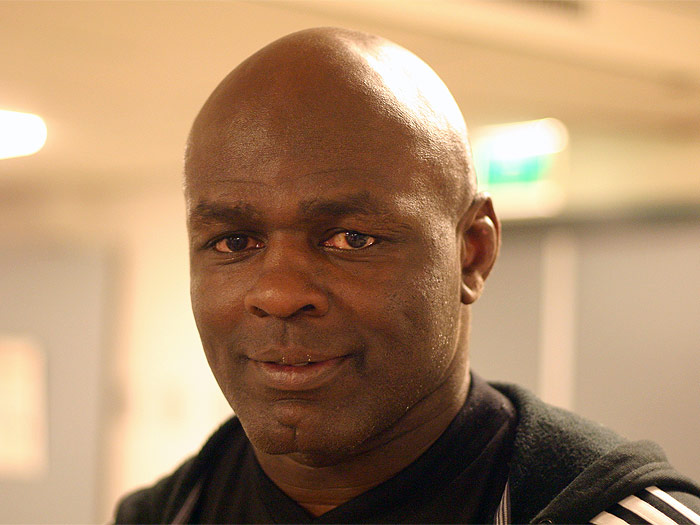
Ernesto Hoost (* 1965)

### Hoot
- Hooten, Peter (* 1950), US-amerikanischer Schauspieler
- Hootkins, William (1948–2005), US-amerikanischer Schauspieler
- Höötmann, Jessica (* 1985), deutsche Basketballspielerin
- Hooton, Brock (* 1983), kanadischer Eishockeyspieler
- Hooton, Earnest (1887–1954), US-amerikanischer Paläoanthropologe und Hochschullehrer

### Hoov
- Hooven, Eckart van (1925–2010), deutscher Bankmanager und Politiker (CDU)
- Hooven, Hans-Günther van (1896–1964), deutscher Offizier, Mitglied des BDO
- Hooven, Jörg van (* 1957), deutscher Journalist
- Hooven, Pierre van (* 1982), deutscher DJ und Moderator
- Hoover, Bob (1922–2016), US-amerikanischer Testpilot und Kunstflieger
- Hoover, Charles Franklin (1865–1927), US-amerikanischer Arzt
- Hoover, Colleen (* 1979), US-amerikanische AutorinColleen Hoover (* 1979)

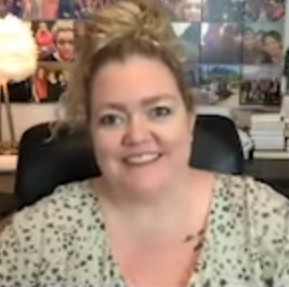
Colleen Hoover (* 1979)

- Hoover, Douglas (* 1972), US-amerikanischer Sommerbiathlet
- Hoover, Erna Schneider (* 1926), US-amerikanische Programmiererin, Erfinderin einer Prozesspriorisierung bei der computerisierten Telefonvermittlung
- Hoover, Gavin (* 1997), US-amerikanischer Radrennfahrer
- Hoover, Herbert (1874–1964), US-amerikanischer Politiker der Republikanischen Partei und der 31. Präsident der Vereinigten Staaten (1929–1933)
- Hoover, Houston (* 1965), US-amerikanischer American-Football-Spieler
- Hoover, J. Edgar (1895–1972), Begründer und Direktor des Federal Bureau of InvestigationJ. Edgar Hoover (1895–1972)

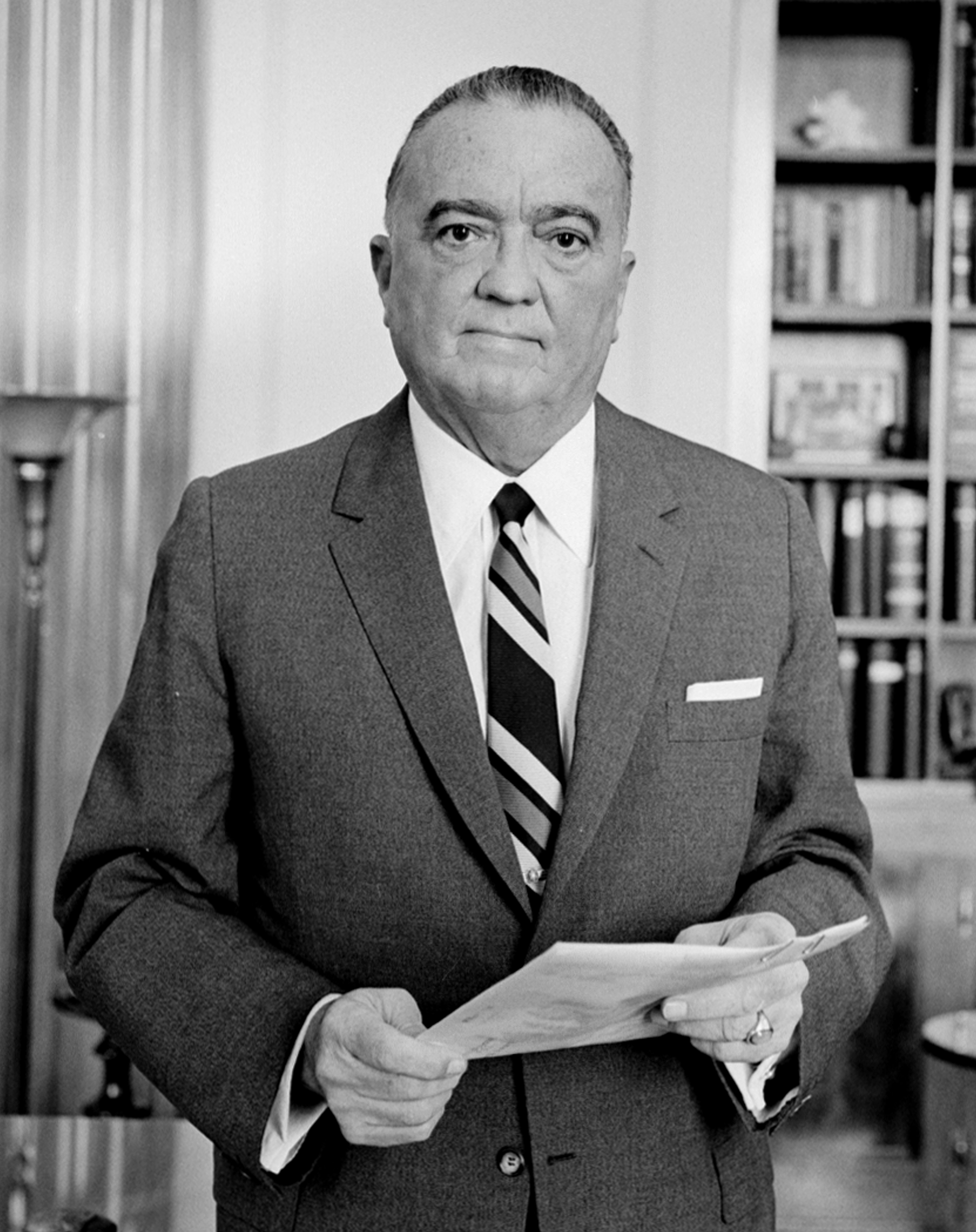
J. Edgar Hoover (1895–1972)

- Hoover, Jeffrey (* 1959), US-amerikanischer Komponist und Maler
- Hoover, John, US-amerikanischer Kameramann und Filmproduzent
- Hoover, Lou (1874–1944), amerikanische First Lady von 1929 bis 1933 (Ehefrau des US-Präsidenten Herbert Hoover)
- Hoover, Mikaela (* 1984), US-amerikanische Schauspielerin
- Hoover, Mike (* 1944), US-amerikanischer Kameramann, Filmregisseur, Filmproduzent, Dokumentarfilmer und Bergsteiger
- Hoover, Nan (1931–2008), US-amerikanische und niederländische Medienkünstlerin, Videokünstlerin, Performerin, Lichtkünstlerin, Malerin, Zeichnerin, Fotografin
- Hoover, Phil, US-amerikanischer Schauspieler
- Hoover, Richard Edwin (1915–1986), amerikanischer Ophthalmologe
- Hoover, Richard R., Filmtechniker für visuelle Effekte

### Hoow
- Hoowaarts, Franz (1878–1954), Steyler Missionar, Apostolischer Vikar und Bischof von Tsaochowfu, China

### Hooy
- Hooyberghs, Raf (* 1948), belgischer Radrennfahrer
- Hooydonk, Adrian van (* 1964), niederländischer Fahrzeugdesigner
- Hooykaas, Madelon (* 1942), niederländische Pionierin der Videokunst, Installationskünstlerin und Autorin